# قصبة أمسون
قصبة أمسون هي قصبةٌ تاريخِيَّةٌ شيَّدَها السُّلطانُ إسماعيل بن الشريف عامَ 1684، بعد زيارتهِ لمنطقة أمسون ما بين مدينتي تازة وجرسيف؛ حيثُ وُظِّفت لأغراض عسكريَّةٍ ودِفاعيِّةٍ لضبطِ الاستقرار بالمنطقة، واستخدمت في مراقبةِ تحركَّاتِ القبائل، وكما أنها ساهمت في الازدهار الاقتصادي والتِّجاريّ بالمنطقة. حيث تتشكل من سوقٍ شاسع، وثكنة عسكرَّيةٍ، ومدرسةٍ؛ تجانبهَا مقبرة.